# Hexatoma mariposa
Hexatoma mariposa är en tvåvingeart som beskrevs av Alexander 1943. Hexatoma mariposa ingår i släktet Hexatoma och familjen småharkrankar. Inga underarter finns listade i Catalogue of Life.